# Myospila flavihumeroides
Myospila flavihumeroides este o specie de muște din genul Myospila, familia Muscidae, descrisă de Feng în anul 2001.
Este endemică în Sichuan. Conform Catalogue of Life specia Myospila flavihumeroides nu are subspecii cunoscute.